# ペルプン寺
ペルプン寺（ - じ、パプン寺、Palpung Gompa, チベット文字：དཔལ་སྤུངས།; ワイリー方式：dpal spungs dgom pa）は、中華人民共和国四川省のカンゼ・チベット族自治州デルゲ県にあるチベット仏教寺院。経典の印刷や収蔵を行うペルプン印経院や、当地の植物や鉱物から採れる顔料を使った色鮮やかなタンカなどが有名。